# ロドシクルス目
ロドシクルス目（ロドシクルスもく、Rhodocyclales）は真正細菌Pseudomonadota門ベータプロテオバクテリア綱の目の1つである。2017年にベータプロテオバクテリア綱の大規模な再分類が行われ、以前は単一の科のみであったこの目は3つの科に分割された。2020年にFluviibacteraceae科が追加された。

## 下位分類（科）
ロドシクルス目は以下の科を含む(2024年9月現在)。
- Azonexaceae　アゾネクサス科

Boden et al. 2017
Azonexus（アゾネクサス属、タイプ属）、Dechloromonas（デクロロモナス属）、Ferribacterium（フェリバクテリウム属）、Quatrionicoccusを含む。細胞は弯曲した桿状又は球状である。主要な呼吸キノンはユビキノン-8であり、GC含量は63.5 - 67.0 mol%である。
- Fluviibacteraceae

Watanabe et al. 2020
- Rhodocyclaceae　ロドシクルス科（タイプ科）

Garrity et al. 2006
Rhodocyclus（ロドシクルス属）、Azospira（アゾスピラ属）、Propionivibrio（プロピオニビブリオ属）などで構成される。細胞は弯曲した桿状、環状、或いは螺旋状である。主要な呼吸キノンはメナキノン-8、ユビキノン-8及びロドキノン-8である。GC含量は61.6 - 65.3 mol%である。
- Zoogloeaceae　ズーグレア科

Boden et al. 2017
Zoogloea（ズーグレア属、タイプ属）、Thauera（タウエラ属）、 Uliginosibacterium、Azoarcus（アゾアルカス属）などを含む。細胞は桿状である。主要な呼吸キノンはユビキノン-8とロドキノン-8であり、GC含量は59.3 - 69.0 mol%である。